# ایستگاه راه‌آهن گرگان
ایستگاه راه‌آهن گرگان یک ایستگاه راه‌آهن در شهر گرگان، ایران است.
این ایستگاه در تاریخ ۹ آبان ۱۳۳۹ در مسیر خط راه‌آهن بندر ترکمن-گرگان که خود جزئی از راه‌آهن سراسری ایران محسوب می‌شده افتتاح شده‌است.
این ایستگاه، مرکز اداره راه‌آهن شمال‌شرق ۲ است.

## خط راه‌آهن
- راه‌آهن سراسری ایران
- راه‌آهن شمال‌شرق ۲